# Poštovní přihrádka

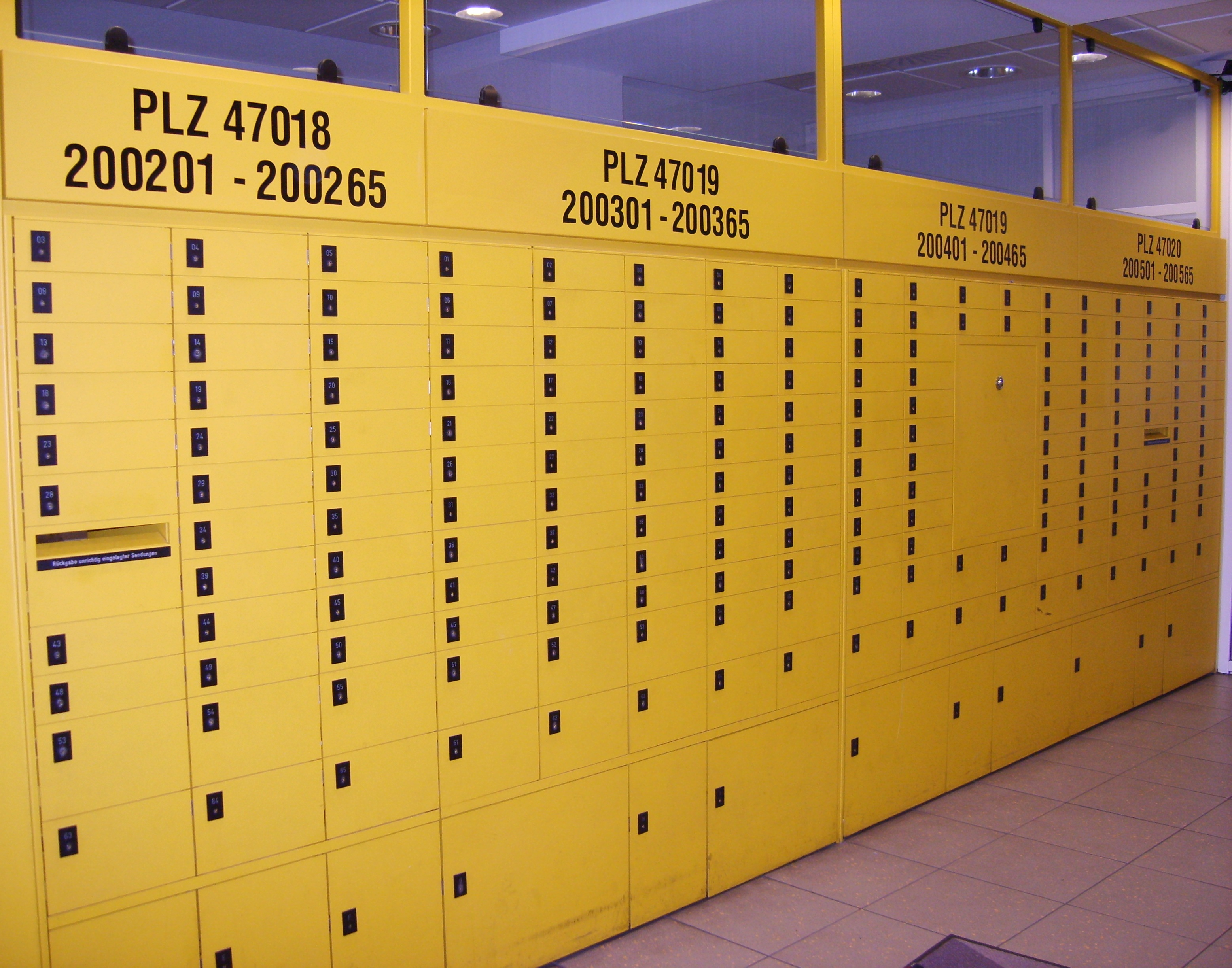
Poštovní přihrádky na poště (Německo)

Poštovní přihrádka, dodávací schrána nebo P. O. BOX (z angl. Post office box) je schránka instalovaná na poště, která slouží k vyzvedávání korespondence. Pošta nedoručuje zásilky na adresu domu, ale pouze do skříňky v budově pošty. Adresát má ke schránce vlastní klíč.
Tuto placenou službu používají zejména klienti, kteří dostávají hodně zásilek, které by se neměly dostat do rukou třetích stran. Používají ji také firmy, které z různých důvodů chtějí mít veškerou korespondenci na jednom místě nebo které chtějí skrývat svou skutečnou adresu.